# Niko Mindegía
Niko Mindegia, né le 19 juillet 1988 à Doneztebe, est un handballeur espagnol évoluant au poste de demi-centre au Fenix Toulouse Handball.

## Palmarès

### En clubs
Compétitions internationales
- Coupe de l'EHF (C3) (1) : 2014

Compétitions nationales
- Coupe de France (1) : 2019
- Coupe de Pologne (3) : 2022, 2023, 2024
- Championnat de Pologne (1) : 2024

### En équipe nationale
- Médaille d'argent au Championnat d'Europe 2016 en  Pologne